# Chang'e 7
Chang'e 7 (chinois : 嫦娥七號 ; pinyin : cháng'é qī hào, de Chang'e, déesse de la Lune dans la mythologie chinoise) est une mission spatiale à destination de la Lune développée par l'agence spatiale chinoise (CNSA) combinant un orbiteur, un atterrisseur, un astromobile et un robot se déplaçant sur des pattes. La mission qui doit se poser au pôle sud de la Lune a pour objectif d'étudier les ressources et l'environnement afin de préparer de futures missions. Chang'e 7 doit être lancée en 2026.

## Contexte

### Programme Chang'e
La mission Chang'e 7 est la première mission de la quatrième phase du programme chinois d'exploration lunaire (CLEP). Au cours de la première phase, la Chine a développé et mis en œuvre deux orbiteurs lunaires, Chang'e 1 (lancement en 2007) et Chang'e 2 (2010). La deuxième phase, qui comprend les missions Chang'e 3 (2013) et Chang'e 4 (2018), permis de déployer sur le sol lunaire des astromobiles qui explorent la surface de la Lune. Chang'e 4 réalise une première en se posant sur la face cachée de la Lune. La troisième phase comprend deux missions de retour d'échantillons, Chang'e 5 lancée en 2020 et Chang'e 6 (2024). La quatrième phase du programme lunaire chinois a pour objectif d'étudier la région du pôle sud lunaire caractérisée par des dépôts de glace d'eau et un ensoleillement par endroit quasi permanent qui favorise l'envoi d'une expédition humaine. Les deux missions programmées, Chang'e 7 et Chang'e 8, sont pratiquement identiques et comprennent à la fois un astromobile, un orbiteur et un engin se déplaçant sur 6 pattes.

## Conception et construction
Chang'e 7 est, comme les missions précédentes, développée par la CASC, le principal industriel chinois du secteur spatial. Les échanges radio entre les sites d'atterrissage envisagés au pôle sud et la Terre seront difficiles car la Terre sera très proche de l'horizon ou même au-dessous du fait des mouvements de libration lunaire. Aussi ces liaisons utiliseront un relais assuré par le petit satellite de télécommunications Queqiao 2 qui doit être lancé en 2024 pour les besoins de la mission Chang'e 6 et placé sur une orbite elliptique de type ELFO (Orbite elliptique lunaire gelée),.

### Coopération internationale
Les responsables de la mission ont réservé une fraction du volume et de la masse pour des engins fournis par d'autres pays. La sonde spatiale peut emporter ainsi un satellite dont la masse doit être inférieure à 15 kilogrammes et dont le volume ne doit pas dépasser 30 x 20 x 20 cm qui peut être placé sur une orbite circulaire autour de la Lune (200 x 200 km) ou sur une orbite de 200 x 15 km avec un inclinaison orbitale de 90°. De son côté, l'atterrisseur peut emporter une charge de 10 kg ayant un volume inférieur à 30 x 15 x 15 centimètres. En revanche l'emport prévu de l'astromobile Rashid-2 (10 kg)  des Émirats Arabes Unis, clone de l'engin lancé par la sonde spatiale Hakuto-R en décembre 2022, n'est plus d'actualité. En effet les États-Unis ont refusé d'exporter les composants "sensibles" ITAR nécessaires à sa construction,.

## Objectifs
L'objectif principale de la mission est de mieux caractériser la région du pôle Sud de la Lune, sa topographie, son environnement spatial, son sous-sol, et de confirmer la présence de glace d'eau dans les cratères d'obscurité éternelle en vue de l'établissement futur du projet de station de recherche lunaire internationale (ILRS). Les objectifs scientifiques détaillés sont les suivants :
- Étudier la distribution et la composition de la glace d'eau et des éléments volatils présents dans le sol lunaire, en particulier dans les cratères d'obscurité éternelle. À l'aide d'exploration in situ confirmer la présence d'eau et son origine.
- Étudier la topographie, la composition et la structure de la Lune afin de dresser un profil géologique, et cartographier avec précision le pôle sud de la Lune et son sous-sol pour mieux comprendre l'histoire géologique de la région.
- Étudier la structure interne de la Lune, son champ magnétique, et les séismes lunaires, mesurer les champs magnétiques locaux afin de mieux comprendre les mécanismes de leur évolution, apparition et disparition.
- Étudier l'environnement spatial du pôle sud de la Lune, analyser les particules de basse, moyenne et haute énergie, les champs électromagnétiques et la poussière lunaire afin d'informer le développement de futures missions lunaire habitées et de préparer l'établissement de la station de recherche lunaire internationale.
- Étudier la magnétosphère de la Lune et la plasmasphère de la Terre, ainsi que les interactions entre la magnétosphère et l'ionosphère de la Terre avec le vent solaire.
- Réaliser des mesures d'interférométrie à très longue base afin d'améliorer la précision de la détermination de l'orbite d'un engin spatial dans l'espace profond, et réaliser des observations de radioastronomie.

## Site d'atterrissage

Un modèle 3D du cratère Shackleton obtenu à l'aide des données de l'altimètre LOLA à bord de Lunar Reconnaissance Orbiter.

Dès le départ la mission est formulée pour explorer le pôle sud de la Lune, une région qui présente plusieurs caractéristiques singuliers qui en font une cible de choix pour la construction d'une base lunaire (en) habitée. On y trouve en effet la présence concomitante de cratère d'obscurité éternelle ou la présence d'eau sous forme de glace a été détectée, ainsi que des pics de lumière éternelle qui permettent l'usage de panneaux solaires. Le choix du site d'atterrissage de Chang'e 7 est donc crucial puisqu'elle doit préparer le terrain pour la future station de recherche lunaire internationale (ILRS), avant ça il est aussi prévu que la mission Chang'e 8 se pose à proximité.
En novembre 2022 lors de l'appel à participations internationales il est dévoilé que trois régions sont présélectionnées avec chacune plusieurs potentiels sites d'atterrissage. Il s'agit des cratères Amundsen, Haworth, et Shackleton, tous trois étant des cratères d'obscurité éternelle. Les sites potentiels se trouvent sur les hauteurs environnantes qui constituent des pics de lumière éternelle. En décembre 2023 la région du cratère Shackleton est finalement sélectionnée. Il s'agit d'un cratère de 21 kilomètres de diamètre et de 4 kilomètres de profondeur, identifié de longue date comme une cible privilégiée pour des missions habitées, et également étudié par la NASA pour son programme Artemis,.

## Caractéristiques techniques
La mission a une masse totale au lancement d'environ 8,2 tonnes, similaires aux missions Chang'e 5 et 6, et aux limites des capacités de la fusée lourde Longue Marche 5 en injection trans-lunaire. Cette masse est répartie entre plusieurs éléments :

### Orbiteur
L'orbiteur est un satellite de grande taille dérivé de celui des missions Chang'e 5 et 6. Il est chargé des manœuvres de corrections de trajectoire entre la Terre et la Lune puis de l'insertion en orbite lunaire, après quoi il se sépare de l'atterrisseur et poursuis sa mission en orbite lunaire. Il doit s'agir du premier orbiteur chinois spécifiquement consacré à l'observation de la Lune depuis Chang'e 2 lancé 2010, les orbiteurs de Chang'e 5 et 6 ne jouant qu'un rôle technique,. La propulsion principale est assurée par un moteur d'une poussée fixe de 3 000 Newton consommant du MMH et du MON-1, stockés dans deux réservoirs sphériques chacun, et pressurisé par de l'hélium. L'énergie est fournie par des panneaux solaires déployés de part et d'autre du corps central. L'orbiteur est conçu pour une durée de vie d'au moins 8 ans.

### Atterrisseur
L'atterrisseur est l'élément chargé de l'atterrissage à la surface de la Lune, il est directement dérivé de celui des missions Chang'e 5 et 6 et comprend des caractéristiques similaires. Une fois posé, il déploie le rover et le robot sauteur puis conduit ses propres relevés scientifiques. La propulsion principale est assurée par un moteur YF-36 d'une poussée modulable entre 7 500 et 1 500 Newton consommant du MMH et du MON-1, stockés dans deux réservoirs sphériques chacun, et pressurisé par de l'hélium. L'énergie est fournie par deux panneaux solaires déployés verticalement au dessus de l'atterrisseur en raison de l'éclairage rasant qui caractérise les pôles,. L'atterrisseur est conçu pour une durée de vie d'au moins 8 ans.

### Astromobile (rover)
L'astromobile ou rover est un robot doté de six roues pour explorer la surface de la Lune, il est dérivé des rovers Yutu et Yutu 2 des missions Chang'e 3 et 4. D'une masse d'environ 140 kilogrammes, il peut atteindre une vitesse d'environ 200 mètres par heure et gravir des pentes de 15 degrés. Il est également équipé d'un petit bras robotique doté d'une foreuse et d'une pelle pour prélever des échantillons de roches et de régolithe afin d'alimenter le spectromètre de masse IsMSV. L'énergie est fournie par deux panneaux solaires déployés verticalement au dessus du rover en raison de l'éclairage rasant qui caractérise les pôles. Le rover consomme moins de 200 Watts pour son fonctionnement normal, 300 Watts lors de ses déplacements et 270 Watts lors des forages. Il est également équipé d'un élément chauffant à radioisotope (RHU) utilisant du plutonium 238 afin d'aider au contrôle thermique lors des nuits lunaires. Il est conçu pour une durée de vie d'au moins 8 ans.

### Robot sauteur
Le robot sauteur est un engin monté sur six jambes capable de se déplacer en marchant ou en utilisant ses propulseurs, afin de faire des bonds et d'explorer les cratères d'obscurité éternelle. D'une masse d'environ 400 kilogrammes, il peut atteindre une vitesse de 12 mètres par minute en utilisant ses jambes et gravir des pentes de 30 degrés, les jambes sont également conçues pour amortir l'atterrissage lors des bonds. La propulsion doit permettre au robot de réaliser au moins trois sauts et de couvrir ainsi une distance totale de plus de 30 kilomètres. La propulsion principale est assurée par un moteur consommant de l'UDMH et du MON-1 stockés dans deux réservoirs sphériques chacun, et pressurisé par de l'hélium. L'énergie est fournie par un panneau solaire déployé verticalement lorsque le robot se trouve dans une région éclairée, et par des batteries lorsqu'il explore le fond d'un cratère, cela pour une durée totale n'excédant pas 10 heures. Le robot est équipé d'une foreuse pouvant atteindre 1 mètre de profondeur et d'une pelle afin de prélever des échantillons, analysés ensuite par le mini-laboratoire interne LSWMA. La foreuse est de type rotative à percussion, afin de casser d'éventuelles couches de glace d'eau. La phase d'exploration des cratères doit durer plusieurs mois jusqu'à l'épuisement des ergols, après quoi la mission du robot peut être prolongée dans les régions éclairés.

### Pénétrateur expérimental
L'atterrisseur emporte un pénétrateur expérimental qui doit être largué lors de la descente vers la surface lunaire, avant l'atterrissage. Son objectif est d'atteindre les parois intérieures d'un cratère d'obscurité éternelle, une zone impraticable pour le robot sauteur en raison des pente trop élevées. Le pénétrateur freine sa trajectoire avant l'impact à l'aide d'un moteur à propergol solide d'une masse de 20 kilogrammes, 1 mètre de longueur et 9 centimètre de diamètre, puis impacte finalement la paroi à une vitesse d'environ 100 m/s. Cela doit lui permettre de s'enfoncer à au moins 1 mètre de profondeur, des capteurs permettent ensuite de mesurer les caractéristiques mécaniques, électriques, et thermique du régolithe en contact du pénétrateur. Les données sont transmises directement au satellite relais Queqiao 2 en bande X.

## Instruments scientifiques
La mission Chang'e 7 emporte un très grand nombre d'instruments scientifiques, réparties entre le satellite relai (voir Queqiao 2), l'orbiteur, l'atterrisseur, l'astromobile (rover), et le robot sauteur. Parmi le total de 22 charges utiles embarquées (sans compter les 3 à bord de Queqiao 2), 6 sont fournis par des partenaires étrangers, toutes réparties entre l'orbiteur et l'atterrisseur. La mission pourrait également emporter une ou plusieurs expériences développées par des étudiants.

### Orbiteur
L'orbiteur emporte un total de 8 instruments scientifiques, dont 5 sont développés par la Chine :
- HRSMC (High-Resolution Stereo Mapping Camera) est une caméra stéréo haute résolution chargée de cartographier la surface de la Lune. Elle observe dans la bande spectrale 0,45-0,90 micromètres, et atteint une résolution de 0,5 mètre à 100 kilomètres d'altitudes pour une largeur d'image de 18 kilomètres, et de 7,5 centimètres à 15 kilomètres d'altitudes pour une largeur d'image de 900 mètres.
- MSAR (Miniature Synthetic Aperture Radar) est un radar à synthèse d'ouverture chargé de cartographier la surface de la Lune. Il dispose d'une résolution supérieur à 1 mètre avec une largeur d'image comprise entre 5 et 20 kilomètres. L'angle de champ est variable entre 15 et 45 degrés.
- WISMIA (Wide-band Infrared Spectrum Mineral Imaging Analyzer) est spectromètre imageur infrarouge à large bande chargé d'observer la distribution des éléments et minéraux à la surface lunaire. Il fonctionne dans la bande spectrale 0,45-10 micromètres et possède un angle de champ inférieur à 3,8 degrés. Dans la bande 0,45-3,0 micromètres il dispose d'une résolution spectrale inférieure à 10 nanomètres et spatiale inférieure à 0,2 microradians, dans la bande 3,0-10 micromètres il dispose d'une résolution spectrale inférieure à 200 nanomètres et spatiale inférieure à 0,3 microradians.
- LNGS (Lunar Neutron Gamma Spectrometer) est un spectromètre à rayons gamma chargé d'observer la distribution des éléments et minéraux à la surface lunaire, y compris de l'eau dans les cratères d'obscurité éternelle. L'instruments fonctionne dans les bandes 0-0,4 eV, 0,4 eV-700 keV, et 700 keV-5 MeV pour les neutrons, et 0,3-9 MeV pour les rayons gamma.
- LOM (Lunar Orbit Magnetometer) est un magnétomètre chargé d'étudier le champ magnétique lunaire et sa distribution. L'instrument a une plage de mesure de ± 2 000nT, avec une résolution supérieure à 0,01 nT.

Les trois instruments restant sont développés en collaboration avec des partenaires internationaux :
- LunarHCam est une caméra hyperspectrale chargée d'observer la distribution des éléments et minéraux à la surface lunaire. L'instrument est issu d'une collaboration entre l'Égypte, le Bahreïn et la Chine[11].
- (Two-channel Spectrometer for Earth Radiation Measurement) est un spectromètre chargé d'observer les radiations émises et reçues par la Terre. L'instrument est fourni par le Centre mondial du rayonnement (WRC) de l'Observatoire physico-météorologique de Davos (PMOD) en Suisse[12].
- Match (Moon Aiming Thai-Chinese Hodoscope) est un hodoscope (en) chargé de détecter les rayons cosmiques et les électrons émis par Jupiter, ainsi que les interactions des particules à haute énergie entre la Terre, la Lune et le Soleil. L'instrument est fourni par une collaboration entre l'Institut national de recherche astronomique de Thaïlande (NARI) et l'Université Mahidol de Bangkok[13].

### Atterrisseur
L'atterrisseur emporte un total de 7 instruments scientifiques, dont 4 sont développés par la Chine :
- LS (Lunar Seismograph) est un sismographe chargé d'étudier les séismes lunaires et la structure interne de la Lune. Il est capable de détecter les ondes sismiques entre 1⁄120 Hz et 100 Hz.
- LSEDS (Lunar Surface Environment Detection System) est un instrument combinant un détecteur de particules, un détecteur de poussière lunaire, et un détecteur de champ électromagnétique, il est chargé d'étudier l'environnement à la surface de la Lune.
- LC (Landing Camera) est une caméra chargée de filmer la descente vers la surface lunaire et l'atterrissage. La caméra fonctionne dans le visible et possède un champ de vue de 45° × 45°.
- TC (Topography Camera) est une caméra chargée d'imager la topographie de la Lune. La caméra fonctionne dans le visible et possède un champ de vue de 17,4° × 17,4°.

Les trois instruments restants sont fournis par des partenaires internationaux :
- CLARA (Chang’e-7 LAser Retroreflector Arrays) est un petit instrument combinant le rétroreflecteur INRRI (INstrument for landing-Roving Laser Retroreflector Investigations) dérivé de celui déjà embarqué à bord de Chang'e 6, et MoonLIGHT (Moon Laser Instrumentation for Geodesy, Geophysics and General relativity High accuracy Tests). Il est utilisé pour permettre à des orbiteurs de localiser avec une très grande précision l'atterrisseur. Il est le fruit d'une collaboration entre le laboratoire national Frascati de l'Institut national de physique nucléaire (INFN) en Italie et l'Aerospace Information Research Institute de l'Académie Chinoise des Sciences (AIRCAS) en Chine[14].
- PmL-Ch7 (russe : Пылевой мониторинг Луны, litt. « Surveillance de la poussière de la Lune » d'où l'acronyme cyrillique ПмЛ soit PmL en alphabet latin) est un instrument chargé de détecter les poussières lunaires en lévitation au dessus du sol grâce à leur charge électrique. L'instrument fourni par l'Institut de recherche spatiale de l'Académie des sciences de Russie (IKI) est une copie de celui embarqué à bord de la sonde Luna 25 qui s'est écrasée lors de sa tentative d'atterrissage en 2023[15].
- ILO-C (International Lunar Observatory-Camera) est un petit télescope visible à grand champ chargé d'observer la voie lactée et son centre galactique. L'instrument est fourni conjointement par l'International Lunar Observatory Association (en) (ILO) basé à Hawaï et l'Université de Hong Kong (HKU), en collaboration avec Observatoires astronomiques nationaux de l'Académie des sciences de Chine (NAOC) et l'Institut national de recherche astronomique de Thaïlande (NARI) [16].

### Astromobile (rover)
- PC (Panoramic Camera) est une caméra chargée de photographier l'environnement parcouru par le rover afin d'en étudier la topograhie. La caméra fonctionne dans le visible et possède un champ de vue de 16° × 16°.
- RM (Rover Magnetometer) est un magnétomètre chargé d'étudier le champ magnétique lunaire et sa distribution. L'instrument a une plage de mesure de ± 2 000nT, avec une résolution supérieure à 5 pT.
- LRS (Lunar Raman Spectrometer) est un spectromètre raman chargé d'étudier la minéralogie du sol et des roches. L'instrument utilise un laser de longueur d'onde 532 nm qui vaporise la roche cible, la lumière ainsi émise est ensuite analysée par le télescope de l'instrument. LRS fonctionne à une distance de 1,1 à 3 mètres de distance, dans la bande spectrale 300-6 000 cm-1 et avec une résolution spectrale supérieure à 10 cm-1, pour une masse d'environ 6 kg[17].
- LPR (Lunar Penetrating Radar) est un radar à pénétration de sol chargé d'étudier la structure du sous-sol le long du chemin traversé par le rover. Le radar dispose de deux canaux, un basse fréquence et un haute fréquence. Le premier canal fonctionne dans la bande de fréquence 10-110 MHz et est capable d'analyser la structure du sol jusqu'à une profondeur de 400 mètres avec une résolution de 2 mètres. Le second canal fonctionne dans la bande de fréquence 100-1 500 MHz et est capable d'étudier la structure du sol jusqu'à une profondeur de 40 mètres avec une résolution de 15 centimètres.
- IsMSV (In-situ Measuring System of Volatiles on the lunar surface) est un spectromètre de masse chargé d'analyser les gaz rares et les isotopes présent dans le régolithe lunaire. L'instrument est capable de détecter les atomes et molécules dans la plage 2-150 u avec une résolution de masse inférieure à 1 u. Il est en particulier conçu pour détecter le dihydrogène, l'hélium, l'eau, le néon, le diazote, le monoxyde de carbone, l'argon, le xénon, l'ammoniaque, le méthane, et l'éthane[3].

### Robot sauteur
- LSWMA (Lunar Soil Water Molecule Analyzer) est un laboratoire chimique chargé d'étudier la présence d'eau dans le sol au fond des cratères d'obscurité éternelle présent au pôle sud de la Lune. Les échantillons transmis par la foreuse, le bras mécanique du robot, ou simplement les gaz environnants, sont ensuite analysés via le spectromètre de masse ou le spectromètre d'absorption par diode laser accordable (en)[18]. L'instrument est capable de réaliser une trentaine d'analyse, de détecter la présence d'eau en dessous de 0,01 % de masse, avec un rapport signal sur bruit supérieur à 1000[3].

## Déroulement de la mission

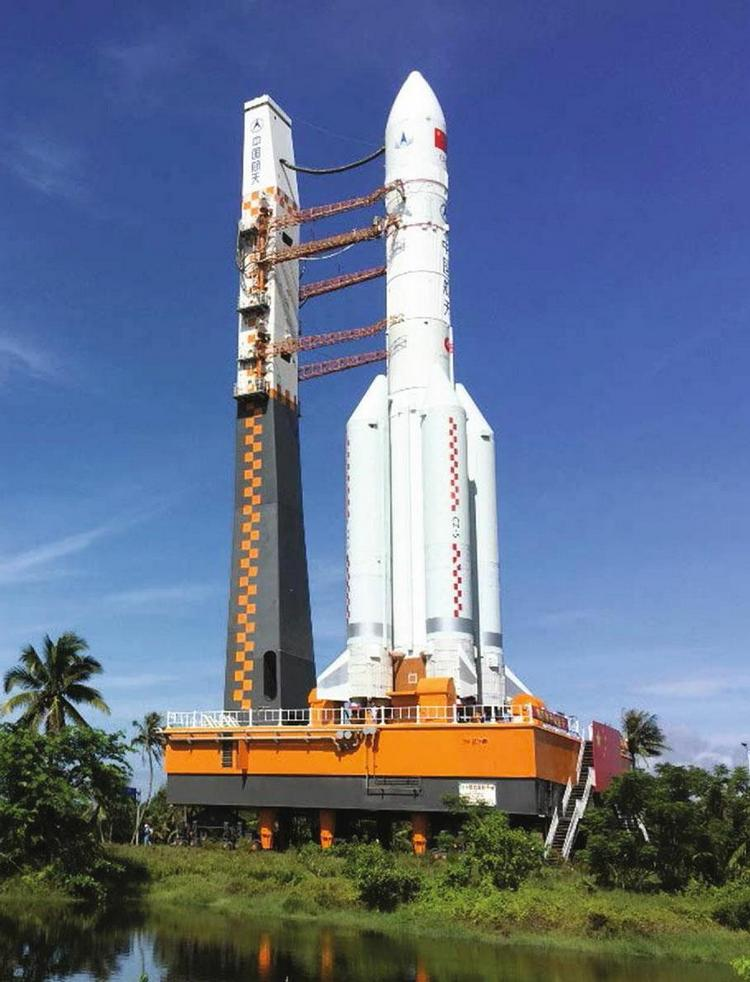
La mission doit être lancée à bord d'une fusée Longue Marche 5.

La mission doit être lancée à bord d'une fusée lourde Longue marche 5 depuis la base de lancement de Wenchang sur l'île d'Hainan au Sud de la Chine en mars 2026, et directement injectée en trajectoire trans-lunaire. Quelques jours plus tard l'orbiteur allume son moteur principal pour insérer la sonde dans une orbite polaire à basse altitude autour de la Lune, puis pendant deux mois l'orbiteur réalise des observations de haute précision du site d'atterrissage. Le moment venu l'atterrisseur se sépare et entame sa descente vers la surface, tandis que le pénétrateur expérimental est largué avant la phase d'approche finale et impacte le bord du cratère. Une fois posé à la surface, le rover et le robot sauteur sont déployés et débutent leur phase d'exploration, le satellite Queqiao 2 sert de relai de télécommunication entre les engins et la Terre.

#### Au sujet de la Lune
- Exploration de la Lune
- Géologie de la Lune
- Pôle sud de la Lune

#### Au sujet du programme spatial de la Chine
- Programme chinois d'exploration lunaire (CLEP)
- Station de recherche lunaire internationale (ILRS)
- Chang'e 8